# Соперничество футбольных клубов «Ливерпуль» и «Манчестер Сити»
Соперничество футбольных клубов «Ливерпуль» и «Манчестер Сити» — междугороднее соперничество между двумя английскими клубами, которые являются лидерами в Премьер-Лиге. «Ливерпуль» проводит свои домашние матчи на «Энфилде», а «Манчестер Сити» проводит свои домашние матчи на стадионе «Этихад».
Хотя «Ливерпуль» и «Манчестер Сити» впервые участвовали в борьбе за титул в сезоне 1976/77, их современное соперничество началось в середине 2010-х годов, с тех пор клубы пять раз достигали титула УЕФА. Клубы одержали по одной победе в Лиге Чемпионов. Начиная с сезона 2017/18, когда «Ливерпулем» руководил Юрген Клопп, а «Сити» — Пеп Гвардиола, оба клуба доминировали в английском футболе: один из двух выиграл все титулы Премьер-лиги, три из шести Кубков Англии и пять из шести Кубков АПЛ. За это время оба клуба показали шесть из восьми лучших результатов в Премьер-лиге с 1995 года, когда сезон был сокращён до 38 матчей.
Игроки и тренеры «Ливерпуля» и «Сити» также доминировали в индивидуальных наградах в чемпионате именно с 2017—2018 годов: каждая награда «Игрок сезона» Премьер-лиги, награда «Игрок года» по версии PFA, награда «Футболист года» по версии FWA и награда «Молодой игрок сезона» Премьер-лиги доставались кому-то из игроков двух клубов. Награда «Лучший тренер сезона» в Премьер-лиге неоднократно вручалась либо Пепу Гвардиоле, либо Юргену Клоппу.
Качество соперничества получило высокую оценку в футбольном сообществе. Бывший игрок «Ливерпуля» и сборной Англии Джейми Каррагер в 2022 году охарактеризовал его как «лучшее, что когда-либо было в английском футболе», отметив, что «никогда не было двух лучших команд и менеджеров в мире, которые так борются между собой». В том же году BBC подчеркнула, что два клуба «в последние годы создали соперничество, которое подняло стандарты английского футбола на новый уровень».

## История противостояния
Современное соперничество началось в сезоне Премьер-лиги 2013/14. Став чемпионами Премьер-Лиги в сезоне 2012/13, «Манчестер Юнайтед» провел относительно неудачный следующий сезон после ухода Алекса Фергюсона, самого успешного тренера в истории английского футбола. «Ливерпуль» под руководством Брендана Роджерса и «Манчестер Сити» под руководством Мануэля Пеллегрини участвовали в трехсторонней гонке за титул с «Челси» во главе с Жозе Моуринью, причем каждая команда лидировала в разные моменты сезона. В конце сезона «Ливерпуль» лидировал в таблице с двумя играми до конца, но ничья на выезде с «Кристал Пэлас» позволила «Сити» выйти вперед на первое место, которое они удержали и завоевали титул.
Ни «Ливерпуль», ни «Манчестер Сити» не представляли серьёзной борьбы за чемпионский титул в следующие три сезона, хотя в сезоне 2015/16 — первом сезоне «Ливерпуля» под руководством нынешнего тренера Юргена Клоппа — эти двое встретились в финале Кубка лиги. После ничьей 1:1 в основное время и отсутствия голов в дополнительное время «Сити» выиграл серию пенальти со счетом 3:1.
В сезоне 2017/18 «Манчестер Сити» под управлением Пепа Гвардиолы 9 сентября разгромил «Ливерпуль» на стадионе «Этихад» со счетом 5:0, что стало их самой крупной победой над «красными» в эпоху Премьер-лиги. Однако в ответном матче на «Энфилде» «Ливерпуль» выиграл со счетом 4-3, нанеся «Сити» первое поражение в сезоне и завершив их рекордную беспроигрышную серию. Несколько месяцев спустя они встретились в четвертьфинале Лиги чемпионов, в котором «Ливерпуль» выиграл со счетом 5:1 по сумме двух матчей (3:0 дома и 2:1 на выезде). «Сити» комфортно выигрывает чемпионский титул с рекордом в 100 очков, а также Кубок Лиги, в то время как «Ливерпуль» вышел в финал Лиги чемпионов, проиграв «Реалу».
В сезоне 2018/19 соперничество между двумя клубами приняло новый оборот, поскольку и «Ливерпуль», и «Манчестер Сити» вели очень ожесточенную борьбу за титул. В первом матче клубы сыграли вничью 0-0 на «Энфилде», но в ответном матче на «Этихаде» «Сити» выиграл 2:1. Этот матч запомнился решающим выносом мяча с линии ворот защитником «Сити» Джоном Стоунзом. Это способствовало тому, что «Сити» выиграл чемпионский титул в последний день, набрав 98 очков против 97 у «Ливерпуля» — третье и четвёртое место по общему количеству очков в истории высшего дивизиона Англии. «Сити» также выиграл Кубок Англии и Кубок лиги сезона 2018/19, обеспечив беспрецедентный «тройной результат» в домашнем матче, а «Ливерпуль» выиграл свою шестую Лигу чемпионов, одержав победу над «Тоттенхэм Хотспур» в финале.
В начале сезона 2019/20 «Манчестер Сити» победил «Ливерпуль» по пенальти в Суперкубке Англии, а также выиграл свой третий Кубок лиги подряд. Однако их форма в лиге в том сезоне была хуже, чем в предыдущих сезонах, и в результате им не удалось выиграть лигу. «Ливерпуль», с другой стороны, демонстрировал отличную форму на протяжении всего сезона, включая победу со счетом 3:1 над «Сити» на «Энфилде», что увеличило разрыв между двумя командами в 9 очков. После поражения «Сити» от «Челси» в июне «Ливерпуль» автоматически выиграл свой девятнадцатый чемпионский титул, набрав 99 очков, второй по величине результат в истории английского высшего дивизиона, в то время как «Сити» финишировал вторым с 81 очком. Следующая игра «Ливерпуля» была на «Этихаде», где горожане разгромили команду Клоппа со счетом 4:0.
В сезоне 2020/21 их роли поменялись местами, поскольку «Ливерпуль» провел неудачный сезон из-за потери многих ключевых игроков из-за травм. Им удалось сыграть вничью с «Сити» на «Этихаде» (1:1), а затем горожане унизили «Ливерпуль» со счетом 4:1 в ответном матче на «Энфилде», что стало третьим из шести домашних поражений подряд для «красных». «Манчестер Сити» с комфортом выиграл чемпионский титул и четвёртый Кубок лиги подряд. Они также дошли до своего первого финала Лиги чемпионов, проиграв «Челси» со счетом 1:0.
В сезоне 2021/22 «Ливерпуль» и «Манчестер Сити» снова были вовлечены в напряженную борьбу за титул: команды сыграли вничью 2:2 как дома, так и на выезде, в матчах, которые считались напряженными и захватывающими. «Сити» снова выиграл чемпионский титул в последний день, набрав 93 очка против 92 у «Ливерпуля», и они сделали это драматическим образом: проигрывая дома «Астон Вилле» со счетом 2:0 до 76-й минуты, горожанам понадобилось 5 минут, чтобы вырвать победу со счетом 3:2. «Ливерпуль» выиграл Кубок Лиги и Кубок Англии, выбив «Сити» в полуфинале последнего турнира. Они также дошли до финала Лиги чемпионов, снова проиграв «Реалу» со счетом 1:0.
С началом сезонa 2022/23 «Ливерпуль» обыграл «Манчестер Сити» со счетом 3:1 в Суперкубке Англии, выиграв этот трофей впервые за 16 лет. Однако в том сезоне «Ливерпуль» боролся в Премьер-лиге, оставшись без трофеев и не сумев пройти квалификацию в Лигу чемпионов. Несмотря на это, они одержали победу над «Сити» со счетом 1:0 на «Энфилде», но в ответном матче на «Этихаде» проиграли со счетом 4:1. С другой стороны, «Сити» провел свой самый успешный сезон на сегодняшний день, став второй английской командой, выигравшей тройной титул — Премьер-лигу, Кубок Англии и свою первую Лигу чемпионов, которую они выиграли, победив «Интер» в финале.
Игроки и тренеры «Ливерпуля» и «Сити» доминируют в индивидуальных наградах в английском футболе с 2018 года, получая награду «Игрок сезона» Премьер-лиги, «Футболист года» по версии FWA, «Игрок года» по версии PFA и «Лучший молодой игрок Премьер-лиги». Сезонная награда так или иначе достается какому-то из двух клубов, а каждая награда «Тренер сезона Премьер-лиги» доставалась либо Гвардиоле, либо Клоппу.
Также вратари обоих клубов — Алиссон из «Ливерпуля» и Эдерсон из «Ман Сити» — являются бразильцами и присоединились они к своим клубам примерно в одно и то же время (Эдерсон в 2017, а Алиссон в 2018).
В конце января 2024 года Юрген Клопп объявил, что летом покинет пост главного тренера «Ливерпуля» после 9 лет в клубе. Вместе с ним он выиграл: чемпионат Англии в сезоне 2019/20, выиграл Кубок Англии в сезоне 2021/22, Суперкубок Англии летом 2022 года, одержал победу над «шпорами» в финале ЛЧ сезона 2018/19, стал обладателем Суперкубка УЕФА в 2019 году, а также стал победителем Клубного чемпионата мира в 2019.
10 марта 2024 года состоялся последний матч с участием Юргена Клоппа во главе «Ливерпуля» с участием «Ман Сити». Стоунз забил на 23-й минуте, однако подопечный немца Алексис Макаллистер сравнял счет с пенальти. 19 мая 2024 года состоялась прощальная церемония, где болельщики и футболисты «Ливерпуля» прощались с Юргеном Клоппом. Его место в итоге занял голландец Арне Слот.

## Статистика тренеров
Большая часть соперничества между «Ливерпулем» и «Манчестер Сити», которое развивается с середины/конца 2010-х годов, представляет собой соперничество их тренеров Юргена Клоппа и Пепа Гвардиолы соответственно.
Хотя большая часть журналистских материалов о соперничестве между ними была написана примерно в то время в Англии, первоначально она сформировалась в Германии. Гвардиола в середине 2010-х годов управлял мюнхенской «Баварией», а Клопп возглавил дортмундскую «Боруссию» — два самых успешных немецких клуба, враждующих в соперничестве, известном как «Дер-Класикер», — эти двое встречались восемь раз менее чем за два года, включая три финала кубка Германии. Каждый из них выиграл по четыре из этих восьми матчей, а Клопп взял два из трех трофеев, в которых они боролись. Они оба переехали прямо из Германии в Англию по окончании контрактов; Клопп перешёл в «Ливерпуль» 8 октября 2015 года, а 1 февраля 2016 года было объявлено, что Гвардиола перейдет в «Сити» с началом сезона 2016/17. В конце сезона 2018/19 Гвардиола охарактеризовал свои отношения с Клоппом как «красивое соперничество» и назвал ливерпульскую команду Клоппа самыми сильными противниками, с которыми он когда-либо сталкивался в своей карьере тренера. В сентябре 2019 года Клопп, в свою очередь, назвал испанца своим величайшим соперником в истории, после того как оба были номинированы на награду «Лучший мужской тренер года по версии FIFA» в 2019 году, которую выиграл немец.

## Реакция общества
Журналисты и эксперты высоко оценили качество соперничества «Ливерпуля» и «Манчестер Сити». Бывший игрок «Ливерпуля» и сборной Англии Джейми Каррагер охарактеризовал 2022 год как «лучшее, что когда-либо было в английском футболе… У нас никогда не было двух лучших команд и менеджеров в мире, которые вместе боролись бы друг с другом». Бывший игрок «Манчестер Юнайтед» и сборной Англии Гэри Невилл охарактеризовал это как «исключительное соперничество с точки зрения мастерства и последовательности». В том же году BBC отметила, что эти два клуба «в последние годы создали соперничество, которое подняло стандарты английского футбола на новый уровень». В 2023 году газета Manchester Evening News отметила особенно горячий и враждебный характер соперничества и что «столкновения между двумя клубами теперь становились определяющими в сезоне».
Действующие игроки двух клубов также прокомментировали соперничество друг с другом. В 2023 году полузащитник «Манчестер Сити» Родри сказал: «Соперничество существует всегда, независимо от ситуации в каждой команде. В последние несколько лет это всегда было серьёзное соперничество».
Опрос, проведенный в 2019 году, показал, что большинство болельщиков «Сити» считают главным соперником своего клуба «Ливерпуль», а не «Манчестер Юнайтед». Однако опрос, проведенный в 2023 году, показал, что болельщики «Ливерпуля» считают «Манчестер Сити» своим третьим по величине соперником после «Манчестер Юнайтед» и «Челси».

## Статистика матчей
| Дома у «Манчестер Сити» | Дома у «Манчестер Сити» | Дома у «Манчестер Сити»                            |
| Дата                    | Счет                    | Турнир                                             |
| ----------------------- | ----------------------- | -------------------------------------------------- |
| 3 апреля 1896           | 1–1                     | Второй дивизон                                     |
| 28 октября 1899         | 0–1                     | Первый дивизион                                    |
| 8 декабря 1900          | 3–4                     | Первый дивизион                                    |
| 2 ноября 1901           | 2–3                     | Первый дивизион                                    |
| 31 октября 1903         | 3–2                     | Первый дивизион                                    |
| 28 октября 1905         | 0–1                     | Первый дивизион                                    |
| 2 марта 1907            | 1–0                     | Первый дивизион                                    |
| 16 ноября 1907          | 1–1                     | Первый дивизион                                    |
| 3 апреля 1909           | 4–0                     | Первый дивизион                                    |
| 24 сентября 1910        | 1–2                     | Первый дивизион                                    |
| 6 января 1912           | 2–3                     | Первый дивизион                                    |
| 18 января 1913          | 4–1                     | Первый дивизион                                    |
| 26 декабря 1913         | 1–0                     | Первый дивизион                                    |
| 5 декабря 1914          | 1–1                     | Первый дивизион                                    |
| 11 декабря 1915         | 1–2                     | Lancashire Section — Principal Tournament          |
| 11 марта 1916           | 1–1                     | Lancashire Section — Subsidiary Tournament (South) |
| 25 ноября 1916          | 1–1                     | Lancashire Section — Principal Tournament          |
| 17 ноября 1917          | 1–1                     | Lancashire Section — Principal Tournament          |
| 16 ноября 1918          | 0–2                     | Lancashire Section — Principal Tournament          |
| 27 марта 1920           | 2–1                     | Первый дивизион                                    |
| 4 сентября 1920         | 3–2                     | Первый дивизион                                    |
| 7 сентября 1921         | 1–1                     | Первый дивизион                                    |
| 17 марта 1923           | 1–0                     | Первый дивизион                                    |
| 19 января 1924          | 0–1                     | Первый дивизион                                    |
| 17 января 1925          | 5–0                     | Первый дивизион                                    |
| 27 февраля 1926         | 1–1                     | Первый дивизион                                    |
| 22 декабря 1928         | 2–3                     | Первый дивизион                                    |
| 1 марта 1930            | 4–3                     | Первый дивизион                                    |
| 7 марта 1931            | 1–1                     | Первый дивизион                                    |
| 2 апреля 1932           | 0–1                     | Первый дивизион                                    |
| 29 октября 1932         | 1–1                     | Первый дивизион                                    |
| 16 декабря 1933         | 2–1                     | Первый дивизион                                    |
| 29 августа 1934         | 3–1                     | Первый дивизион                                    |
| 11 сентября 1935        | 6–0                     | Первый дивизион                                    |
| 29 марта 1937           | 5–1                     | Первый дивизион                                    |
| 13 ноября 1937          | 1–3                     | Первый дивизион                                    |
| 6 января 1940           | 3–7                     | West Region War League                             |
| 9 ноября 1940           | 5–1                     | Северный регион военной лиги                       |
| 13 сентября 1941        | 3–4                     | Северный регион военной лиги                       |
| 24 октября 1942         | 1–4                     | Северный регион военной лиги                       |
| 27 февраля 1943         | 3–1                     | Северный регион военной лиги (Second Championship) |
| 4 сентября 1943         | 2–1                     | Северный регион военной лиги                       |
| 18 марта 1944           | 1–1                     | Северный регион военной лиги (Second Championship) |
| 16 сентября 1944        | 2–2                     | Северный регион военной лиги                       |
| 14 апреля 1945          | 1–3                     | Северный регион военной лиги (Second Championship) |
| 20 октября 1945         | 1–0                     | Северный регион военной лиги                       |
| 29 ноября 1947          | 2–0                     | Первый дивизион                                    |
| 13 ноября 1948          | 2–4                     | Первый дивизион                                    |
| 29 марта 1950           | 1–2                     | Первый дивизион                                    |
| 11 апреля 1952          | 1–2                     | Первый дивизион                                    |
| 6 сентября 1952         | 0–2                     | Первый дивизион                                    |
| 7 апреля 1954           | 0–2                     | Первый дивизион                                    |
| 18 февраля 1956         | 0–0                     | Кубок Англии                                       |
| 22 августа 1962         | 2–2                     | Первый дивизион                                    |
| 24 августа 1966         | 2–1                     | Первый дивизион                                    |
| 19 августа 1967         | 0–0                     | Первый дивизион                                    |
| 12 мая 1969             | 1–0                     | Первый дивизион                                    |
| 20 августа 1969         | 0–2                     | Первый дивизион                                    |
| 24 сентября 1969        | 3–2                     | Кубок Лиги                                         |
| 26 апреля 1971          | 2–2                     | Первый дивизион                                    |
| 1 сентября 1971         | 1–0                     | Первый дивизион                                    |
| 7 февраля 1973          | 2–0                     | Кубок Англии                                       |
| 17 февраля 1973         | 1–1                     | Первый дивизион                                    |
| 12 апреля 1974          | 1–1                     | Первый дивизион                                    |
| 14 сентября 1974        | 2–0                     | Первый дивизион                                    |
| 19 апреля 1976          | 0–3                     | Первый дивизион                                    |
| 29 декабря 1976         | 1–1                     | Первый дивизион                                    |
| 29 октября 1977         | 3–1                     | Первый дивизион                                    |
| 26 августа 1978         | 1–4                     | Первый дивизион                                    |
| 27 октября 1979         | 0–4                     | Первый дивизион                                    |
| 4 октября 1980          | 0–3                     | Первый дивизион                                    |
| 14 января 1981          | 0–1                     | Кубок Лиги                                         |
| 10 апреля 1982          | 0–5                     | Первый дивизион                                    |
| 4 апреля 1983           | 0–4                     | Первый дивизион                                    |
| 26 декабря 1985         | 1–0                     | Первый дивизион                                    |
| 17 января 1987          | 0–1                     | Первый дивизион                                    |
| 13 марта 1988           | 0–4                     | Кубок Англии                                       |
| 2 декабря 1989          | 1–4                     | Первый дивизион                                    |
| 9 марта 1991            | 0–3                     | Первый дивизион                                    |
| 21 августа 1991         | 2–1                     | Первый дивизион                                    |
| 12 апреля 1993          | 1–1                     | Премьер-Лига                                       |
| 23 октября 1993         | 1–1                     | Премьер-Лига                                       |
| 14 апреля 1995          | 2–1                     | Премьер-Лига                                       |
| 5 мая 1996              | 2–2                     | Премьер-Лига                                       |
| 31 января 2001          | 1–1                     | Премьер-Лига                                       |
| 28 сентября 2002        | 0–3                     | Премьер-Лига                                       |
| 5 января 2003           | 0–1                     | Кубок Англии                                       |
| 28 декабря 2003         | 2–2                     | Премьер-Лига                                       |
| 9 апреля 2005           | 1–0                     | Премьер-Лига                                       |
| 26 ноября 2005          | 0–1                     | Премьер-Лига                                       |
| 14 апреля 2007          | 0–0                     | Премьер-Лига                                       |
| 30 декабря 2007         | 0–0                     | Премьер-Лига                                       |
| 5 октября 2008          | 2–3                     | Премьер-Лига                                       |
| 21 февраля 2010         | 0–0                     | Премьер-Лига                                       |
| 23 августа 2010         | 3–0                     | Премьер-Лига                                       |
| 3 января 2012           | 3–0                     | Премьер-Лига                                       |
| 11 января 2012          | 0–1                     | Кубок Лиги                                         |
| 3 февраля 2013          | 2–2                     | Премьер-Лига                                       |
| 26 декабря 2013         | 2–1                     | Премьер-Лига                                       |
| 25 августа 2014         | 3–1                     | Премьер-Лига                                       |
| 21 ноября 2015          | 1–4                     | Премьер-Лига                                       |
| 19 марта 2017           | 1–1                     | Премьер-Лига                                       |
| 9 сентября 2017         | 5–0                     | Премьер-Лига                                       |
| 10 апреля 2018          | 1–2                     | Лига чемпионов                                     |
| 3 января 2019           | 2–1                     | Премьер-Лига                                       |
| 2 июля 2020             | 4–0                     | Премьер-Лига                                       |
| 8 ноября 2020           | 1–1                     | Премьер-Лига                                       |
| 10 апреля 2022          | 2–2                     | Премьер-Лига                                       |
| 22 декабря 2022         | 3–2                     | Кубок английской футбольной лиги                   |
| 1 апреля 2023           | 4–1                     | Премьер-Лига                                       |
| 25 ноября 2023          | 1–1                     | Премьер-Лига                                       |

| «Ливерпуль» у себя дома | «Ливерпуль» у себя дома | «Ливерпуль» у себя дома                            |
| Дата                    | Счет                    | Турнир                                             |
| ----------------------- | ----------------------- | -------------------------------------------------- |
| 1 января 1896           | 3–1                     | Второй дивизион                                    |
| 3 марта 1900            | 5–2                     | Первый дивизион                                    |
| 13 апреля 1901          | 3–1                     | Первый дивизион                                    |
| 1 марта 1902            | 4–0                     | Первый дивизион                                    |
| 27 февраля 1904         | 2–2                     | Первый дивизион                                    |
| 3 марта 1906            | 0–1                     | Первый дивизион                                    |
| 27 октября 1906         | 5–4                     | Первый дивизион                                    |
| 14 марта 1908           | 0–1                     | Первый дивизион                                    |
| 28 ноября 1908          | 1–3                     | Первый дивизион                                    |
| 28 января 1911          | 1–1                     | Первый дивизион                                    |
| 9 сентября 1911         | 2–2                     | Первый дивизион                                    |
| 21 сентября 1912        | 1–2                     | Первый дивизион                                    |
| 25 декабря 1913         | 4–2                     | Первый дивизион                                    |
| 13 марта 1915           | 3–2                     | Первый дивизион                                    |
| 11 сентября 1915        | 0–1                     | Lancashire Section — Principal Tournament          |
| 15 апреля 1916          | 0–2                     | Lancashire Section — Subsidiary Tournament (South) |
| 10 марта 1917           | 3–0                     | Lancashire Section — Principal Tournament          |
| 10 ноября 1917          | 2–0                     | Lancashire Section — Principal Tournament          |
| 23 ноября 1918          | 2–0                     | Lancashire Section — Principal Tournament          |
| 20 марта 1920           | 1–0                     | Первый дивизион                                    |
| 28 августа 1920         | 4–2                     | Первый дивизион                                    |
| 31 августа 1921         | 3–2                     | Первый дивизион                                    |
| 24 марта 1923           | 2–0                     | Первый дивизион                                    |
| 26 января 1924          | 0–0                     | Первый дивизион                                    |
| 13 сентября 1924        | 5–3                     | Первый дивизион                                    |
| 17 октября 1925         | 2–1                     | Первый дивизион                                    |
| 4 мая 1929              | 1–1                     | Первый дивизион                                    |
| 26 октября 1929         | 1–6                     | Первый дивизион                                    |
| 1 ноября 1930           | 0–2                     | Первый дивизион                                    |
| 21 ноября 1931          | 4–3                     | Первый дивизион                                    |
| 11 марта 1933           | 1–1                     | Первый дивизион                                    |
| 2 мая 1934              | 3–2                     | Первый дивизион                                    |
| 5 сентября 1934         | 2–1                     | Первый дивизион                                    |
| 4 сентября 1935         | 0–2                     | Первый дивизион                                    |
| 26 марта 1937           | 0–5                     | Первый дивизион                                    |
| 26 марта 1938           | 2–0                     | Первый дивизион                                    |
| 25 мая 1940             | 3–2                     | Западный регион военной лиги                       |
| 19 октября 1940         | 0–4                     | Северный регион военной лиги                       |
| 20 сентября 1941        | 4–2                     | Северный регион военной лиги                       |
| 31 октября 1942         | 3–1                     | Северный регион военной лиги                       |
| 20 февраля 1943         | 4–2                     | Северный регион военной лиги (Second Championship) |
| 28 августа 1943         | 4–1                     | Северный регион военной лиги                       |
| 25 марта 1944           | 2–2                     | Северный регион военной лиги (Second Championship) |
| 9 сентября 1944         | 2–2                     | Северный регион военной лиги                       |
| 7 апреля 1945           | 3–0                     | Северный регион военной лиги (Second Championship) |
| 27 октября 1945         | 0–5                     | Северный регион военной лиги                       |
| 17 апреля 1948          | 1–1                     | Первый дивизион                                    |
| 9 апреля 1949           | 0–1                     | Первый дивизион                                    |
| 5 ноября 1949           | 4–0                     | Первый дивизион                                    |
| 14 апреля 1952          | 1–2                     | Первый дивизион                                    |
| 17 января 1953          | 0–1                     | Первый дивизион                                    |
| 7 ноября 1953           | 2–2                     | Первый дивизион                                    |
| 22 февраля 1956         | 1–2                     | Кубок Англии                                       |
| 29 августа 1962         | 4–1                     | Первый дивизион                                    |
| 30 августа 1966         | 3–2                     | Первый дивизион                                    |
| 16 декабря 1967         | 1–1                     | Первый дивизион                                    |
| 10 августа 1968         | 2–1                     | Первый дивизион                                    |
| 12 августа 1969         | 3–2                     | Первый дивизион                                    |
| 12 января 1971          | 0–0                     | Первый дивизион                                    |
| 26 февраля 1972         | 3–0                     | Первый дивизион                                    |
| 12 августа 1972         | 2–0                     | Первый дивизион                                    |
| 3 февраля 1973          | 0–0                     | Кубок Англии                                       |
| 16 апреля 1974          | 4–0                     | Первый дивизион                                    |
| 26 декабря 1974         | 4–1                     | Первый дивизион                                    |
| 27 декабря 1975         | 1–0                     | Первый дивизион                                    |
| 9 апреля 1977           | 2–1                     | Первый дивизион                                    |
| 1 мая 1978              | 4–0                     | Первый дивизион                                    |
| 18 ноября 1978          | 1–0                     | Первый дивизион                                    |
| 11 марта 1980           | 2–0                     | Первый дивизион                                    |
| 10 февраля 1981         | 1–1                     | Кубок Лиги                                         |
| 19 мая 1981             | 1–0                     | Первый дивизион                                    |
| 26 декабря 1981         | 1–3                     | Первый дивизион                                    |
| 27 декабря 1982         | 5–2                     | Первый дивизион                                    |
| 31 марта 1986           | 2–0                     | Первый дивизион                                    |
| 25 августа 1986         | 0–0                     | Первый дивизион                                    |
| 19 августа 1989         | 3–1                     | Первый дивизион                                    |
| 24 ноября 1990          | 2–2                     | Первый дивизион                                    |
| 21 декабря 1991         | 2–2                     | Первый дивизион                                    |
| 28 декабря 1992         | 1–1                     | Первый дивизион                                    |
| 22 января 1994          | 2–1                     | Премьер-лига                                       |
| 28 декабря 1994         | 2–0                     | Премьер-лига                                       |
| 25 октября 1995         | 4–0                     | Кубок лиги                                         |
| 28 октября 1995         | 6–0                     | Премьер-лига                                       |
| 9 сентября 2000         | 3–2                     | Премьер-лига                                       |
| 18 февраля 2001         | 4–2                     | Кубок Англии                                       |
| 3 мая 2003              | 1–2                     | Премьер-лига                                       |
| 11 февраля 2004         | 2–1                     | Премьер-лига                                       |
| 21 августа 2004         | 2–1                     | Премьер-лига                                       |
| 26 февраля 2006         | 1–0                     | Премьер-лига                                       |
| 25 ноября 2006          | 1–0                     | Премьер-лига                                       |
| 4 мая 2008              | 1–0                     | Премьер-лига                                       |
| 22 февраля 2009         | 1–1                     | Премьер-лига                                       |
| 21 ноября 2009          | 2–2                     | Премьер-лига                                       |
| 11 апреля 2011          | 3–0                     | Премьер-лига                                       |
| 27 ноября 2011          | 1–1                     | Премьер-лига                                       |
| 25 января 2012          | 2–2                     | Кубок лиги                                         |
| 26 августа 2012         | 2–2                     | Премьер-лига                                       |
| 13 апреля 2014          | 3–2                     | Премьер-лига                                       |
| 1 марта 2015            | 2–1                     | Премьер-лига                                       |
| 2 марта 2016            | 3–0                     | Премьер-лига                                       |
| 31 декабря 2016         | 1–0                     | Премьер-лига                                       |
| 14 января 2018          | 4–3                     | Премьер-лига                                       |
| 4 апреля 2018           | 3–0                     | Лига чемпионов                                     |
| 7 октября 2018          | 0–0                     | Премьер-лига                                       |
| 10 ноября 2019          | 3–1                     | Премьер-лига                                       |
| 7 февраля 2021          | 1–4                     | Премьер-лига                                       |
| 3 октября 2021          | 2–2                     | Премьер-лига                                       |
| 16 октября 2022         | 1–0                     | Премьер-лига                                       |

## Футболисты, игравшие и за «Ливерпуль», и за «Манчестер Сити»
| Игрок             | Карьера в Ливерпуле | Карьера в Ливерпуле | Карьера в Ливерпуле | Карьера в Ман Сити | Карьера в Ман Сити | Карьера в Ман Сити |
| Игрок             | Года                | Матчи в лиге        | Голы в лиге         | Года               | Матчи в лиге       | Голы в лиге        |
| ----------------- | ------------------- | ------------------- | ------------------- | ------------------ | ------------------ | ------------------ |
| Джеймс Макбрайд   | 1892-1894           | 50                  | 7                   | 1894-1897          | 70                 | 1                  |
| Пэт Финнерхан     | 1897-1898           | 8                   | 5                   | 1894-1897          | 85                 | 27                 |
| Джимми Росс       | 1894-1896           | 73                  | 27                  | 1898-1901          | 67                 | 21                 |
| Джордж Ливингстон | 1902-1903           | 31                  | 4                   | 1903-1906          | 81                 | 19                 |
| Огастус Биби      | 1912-1912           | 16                  | 4                   | 1911-1912          | 11                 | 0                  |
| Томми Джонсон     | 1934-1936           | 36                  | 8                   | 1919-1930          | 328                | 158                |
| Мэтт Басби        | 1936-1945           | 115                 | 3                   | 1928-1936          | 204                | 11                 |
| Фред Хоу          | 1935-1938           | 89                  | 36                  | 1938               | 6                  | 5                  |
| Дэвид Джонсон     | 1976-1982           | 148                 | 55                  | 1984               | 6                  | 1                  |
| Майкл Робинсог    | 1983-1984           | 30                  | 6                   | 1979-1980          | 30                 | 8                  |
| Марк Сигрейвс     | 1983-1987           | 0                   | 0                   | 1987-1990          | 42                 | 0                  |
| Пол Уолш          | 1984-1988           | 77                  | 25                  | 1994-1995          | 53                 | 16                 |
| Стив Макмаон      | 1985-1991           | 204                 | 29                  | 1991-1994          | 87                 | 1                  |
| Питер Бирдсли     | 1987-1991           | 131                 | 46                  | 1998               | 6                  | 0                  |
| Пол Стюарт        | 1992-1996           | 32                  | 1                   | 1987-1988          | 51                 | 26                 |
| Стив Макманаман   | 1990-1999           | 272                 | 46                  | 2003-2005          | 35                 | 0                  |
| Дэвид Джеймс      | 1992-1999           | 214                 | 0                   | 2004-2006          | 93                 | 0                  |
| Найджел Клаф      | 1993-1996           | 39                  | 7                   | 1996-1998          | 39                 | 4                  |
| Робби Фаулер      | 1993-2001 2006-2007 | 266                 | 128                 | 2003-2006          | 80                 | 21                 |
| Марк Кеннеди      | 1995-1998           | 16                  | 0                   | 1999-2001          | 66                 | 8                  |
| Дитмар Хаманн     | 1999-2006           | 191                 | 8                   | 2006-2009          | 54                 | 1                  |
| Николя Анелька    | 2001-2002           | 20                  | 4                   | 2002-2005          | 89                 | 37                 |
| Скотт Карсон      | 2005-2008           | 4                   | 0                   | 2019-н.в.          | 1                  | 0                  |
| Альберт Риера     | 2008-2010           | 40                  | 3                   | 2006               | 15                 | 1                  |
| Крейг Беллами     | 2006-2007 2011-2012 | 51                  | 13                  | 2009-2011          | 40                 | 12                 |
| Дэниел Старридж   | 2013-2019           | 116                 | 50                  | 2006-2009          | 21                 | 5                  |
| Коло Туре         | 2013-2016           | 46                  | 1                   | 2009-2013          | 82                 | 2                  |
| Джеймс Милнер     | 2015-2023           | 230                 | 19                  | 2010-2015          | 147                | 13                 |
| Марио Балотелли   | 2014-2016           | 16                  | 1                   | 2010-2013          | 54                 | 20                 |
| Лорис Кариус      | 2016-2021           | 29                  | 0                   | 2011-2012          | 0                  | 0                  |
| Рахим Стерлинг    | 2012-2015           | 95                  | 18                  | 2015-2022          | 225                | 91                 |